# Ndoola jezik
Ndoola jezik (ndola, ndoro, njoyame, nundoro; ISO 639-3: ndr), nigersko-kongoanski jezik skupine mambiloid, kojim govori 60 400 ljudi u Nigeriji (2000) u državi Taraba, i oko 2 120 (2000) u kamerunskoj provinciji Adamawa, selo Dodeo.
Ndoolski jezik je jedini predstavnik skupine Ndoro, koja čini dio šire skupine mambiloid.

## Vanjske poveznice
- Ethnologue (14th)
- Ethnologue (15th)